# Tratado de Vilna (1656)

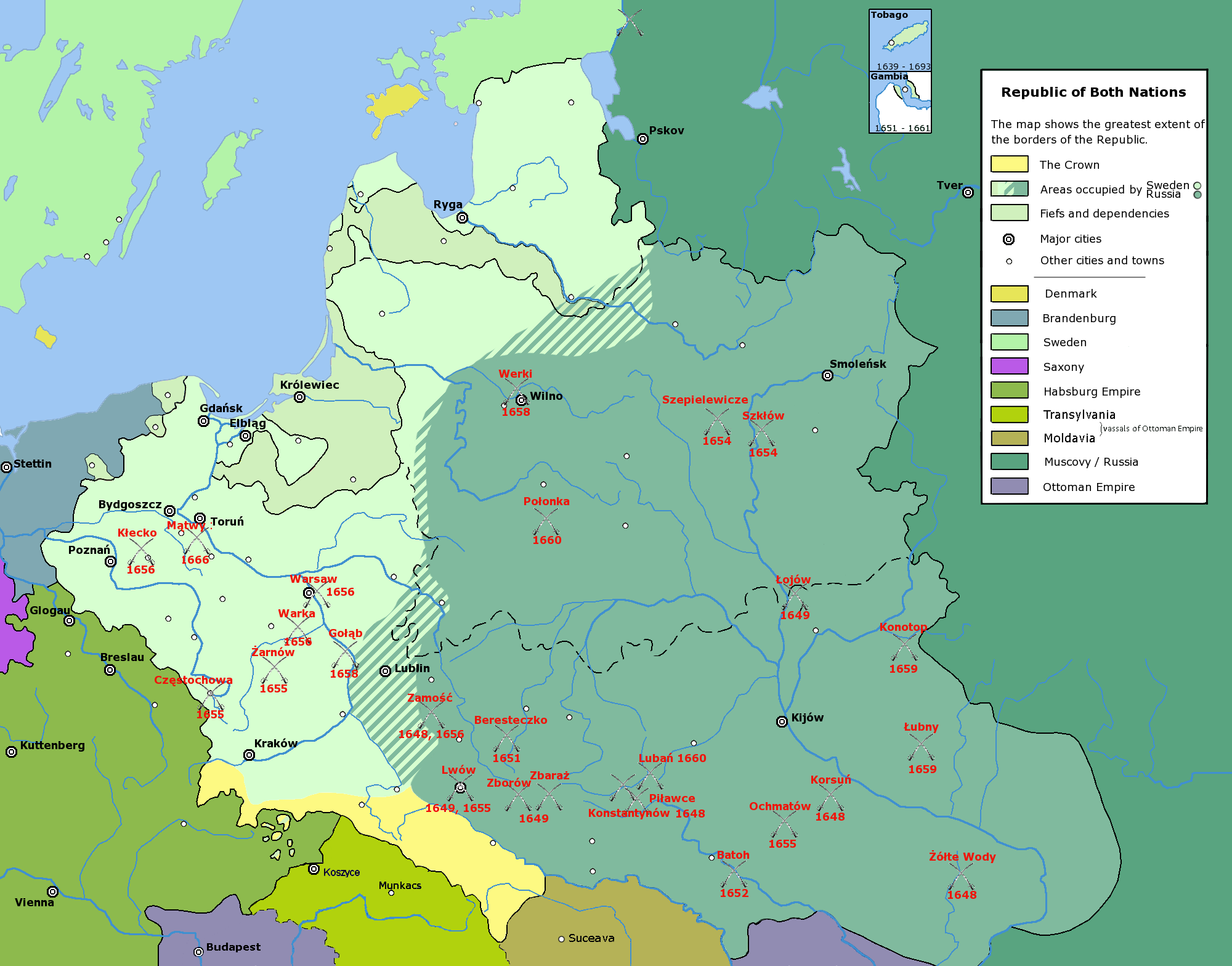
Territorios controlados por tropas rusas y cosacas en el momento de la firma de la Tregua de Vilna.

El Tratado de Vilna o Tratado de Niemież fue un armisticio firmado el 3 de noviembre de 1656, por dos años, entre la República de las Dos Naciones (Polonia-Lituania) y el Zarato ruso, en el contexto de la guerra ruso-polaca de 1654-1667.
La Tregua de Vilna o Tratado de Niemież fue un armisticio firmado el 3 de noviembre de 1656, en la ciudad de Vilna, entre la República de las Dos Naciones (Polonia-Lituania) y el Zarato ruso, durante la guerra ruso-polaca de 1654-1667. La República de las Dos Naciones, que no podía continuar luchando en dos frentes (contra Suecia y contra Rusia), se salvó de una derrota total y Rusia recibió libertad de acción en el conflicto emergente con Suecia (Guerra Ruso-Sueca (1656-1658)).

## Contexto
En 1655, Suecia, aprovechando un contexto en el que la República de las Dos Naciones estaba muy debilitada por la Rebelión de Jmelnitski y la Guerra ruso-polaca (1654-1667), invadió el territorio occidental de la República de las Dos Naciones, con el objetivo de convertir el Mar Báltico en su “lago interior”. Las tropas suecas, rápidamente tomaron Varsovia, Cracovia y otras ciudades polacas más pequeñas.
Mientras tanto, en el este, las tropas cosacas y rusas, ya habían ocupado casi toda la Bielorrusia y las posesiones ucranianas de la República de las Dos Naciones y se acercaban a Lublin. Dado que Polonia ya no podía librar una guerra en dos frentes y existía una amenaza real de dividir el estado polaco-lituano entre la Suecia y el Zarato Ruso. El Rey Juan II Casimiro, por mediación de Fernando III de Habsburgo, el Emperador del Sacro Imperio Romano Germánico, se dirigió al Zar Alejo I con una propuesta de tregua y el inicio de negociaciones para concluir la paz y demarcar nuevas fronteras.
Por otro lado, Janusz Radziwiłł, el Gran Hetman de Lituania, concluyó la Unión de Kėdainiai con el Rey Carlos X Gustavo de Suecia, según la cual reconoció la soberanía del Rey sueco sobre el Gran Ducado de Lituania, lo que, desde un punto de vista legal, anuló todos los éxitos militares de las fuerzas ruso-cosacas en las tierras del Gran Ducado de Lituania, y se creó, inevitablemente, un conflicto entre el zarismo ruso y Suecia, cuyas tropas ya habían comenzado a ocupar las ciudades recapturadas en Lituania.
En este contexto, en el otoño de 1656, el Zarato Ruso suspendió todas las acciones militares contra la República de las Dos Naciones, puesto que la derrota total de la República de las Dos Naciones fortalecería a Suecia y supondría un peligro mayor para Rusia.
En 1656, se llevaron a cabo en Vilna las negociaciones entre el Zarato Ruso y la República de las Dos Naciones, sobre Ucrania. El representante polaco fue Wincenty Korwin Gosiewski y el ruso, Afanasi Ordín-Nashchokin. No se permitió la representación de Ucrania. El acuerdo se firmó en Niemież, cerca de Vilna, y permitió a los dos firmantes centrarse en sus respectivas guerras con Suecia.

## Consecuencias
Después de la firma de la tregua, continuaron las negociaciones sobre la cuestión de la paz definitiva con la delimitación definitiva de fronteras, y también se consideró la cuestión de la elección del Zar Alejo I como heredero de la Corona del Reino de Polonia.

### La oposición de los cosacos
En una carta al Zar Alejo I, Bogdán Jmelnitski no se opuso, en principio, a la tregua, pero advirtió al Zar que, en su opinión, la parte polaca quiere retrasar las negociaciones y utilizarlas contra Rusia. En respuesta a la pregunta del Zar sobre cómo establecer la frontera entre el Hetmanato Cosaco y Polonia: el Hetman pidió establecer una frontera "a lo largo del Río Vístula, justo hasta la frontera húngara”.
El 4 de octubre de 1656, el gobierno ruso presentó un proyecto según el cual la demarcación de la frontera occidental del Hetmanato Cosaco estaría en el Río Bug Occidental. Sin embargo, la delimitación final de las fronteras nunca se estableció hasta el final de las negociaciones, en 1658.
Ante la insistencia de la parte polaca, con la que la parte rusa estuvo de acuerdo, Los embajadores de Jmelnitski no pudieron participar en las negociaciones. Así, en octubre de 1656, los negociadores de Moscú no informaron al Hetman sobre el progreso de las negociaciones. Como resultado, los embajadores del Hetman, al no tener información sobre los resultados de las negociaciones por parte de Moscú, creyeron en la información errónea de los diplomáticos polacos de que el todo el Hetmanato Cosaco sería nuevamente transferido al dominio polaco y, en caso de desobediencia de los cosacos, las tropas rusas actuarían contra ellos junto con los polacos.  Había gran descontento entre las tropas y, especialmente, entre los ancianos cosacos, porque las negociaciones sobre el destino del Hetmanato Cosaco se llevaban a cabo sin la participación de sus representantes. 

### Tratado de Radnot
El 6 de diciembre de 1656, Bogdán Jmelnitskiy se unió a una alianza antipolaca en Radnot (Tratado de Radnot), que también incluía la Suecia, el Principado de Transilvania, el Margraviato de Brandeburgo y Bogusław Radziwiłł (un magnate lituano). Según el acuerdo, la República de las Dos Naciones desaparecería del mapa político de Europa y sus territorios se dividirían entre los aliados. Durante las negociaciones para la firma de este Tratado, Jmelnitskiy buscó incluir todas las tierras étnicas ucranianas en el Hetmanato Cosaco, pero encontró oposición del Principado de Transilvania y Suecia.
En la primera mitad de 1657, Jmelnitskiy envió un destacamento bajo el mando de Anton Zhdanovich para ayudar a los suecos. En junio de 1657, al explicar su decisión al Zar, Jmelnitskiy informó que, en febrero de 1657, un enviado polaco, Stanisław Kazimierz Bieniewski, se le acercó con una propuesta para ponerse del lado del Rey Juan II Casimiro y le dijo que los artículos del Tratado de Vilna nunca se llevarían a cabo; y por eso envió parte del Ejército de Zaporiyia para luchar contra los polacos.
Las tropas aliadas llevaron a cabo una exitosa campaña militar en el territorio de la República de las Dos Naciones (Cracovia y Varsovia fueron capturadas). Sin embargo, en el verano de ese año empezaron a sufrir derrotas, porque el Sacro Imperio Romano Germánico y Dinamarca declararon la guerra a Suecia, y el Rey Carlos X Gustavo de Suecia tuvo que retirar la mayoría de sus tropas de Polonia y para combatir los nuevos oponentes.
Además, los cosacos se negaron a seguir participando en la campaña porque no querían conseguir la corona polaca para Jorge Rákóczi II, el Príncipe de Transilvania y se rebelaron. Es posible que los cosacos fueran influenciados por Ivan Zhelyabuzhsky, el enviado del Zar que deseaba que los cosacos dejaran de participar en una campaña contraria a los intereses del Zar. El hecho es que los cosacos regresaron a casa y las tropas de Jorge Rákóczi fueron derrotadas por la Horda de Crimea.
El 10 de julio de 1657, Jmelnitskiy apoyó la elección del Zar Aleijo I como Rey de Polonia y luego murió.
Como resultado de la tregua, cesaron las acciones en el frente oriental, comenzó el surgimiento del movimiento de liberación nacional en la propia Polonia y los polacos pudieron dar un digno rechazo a las tropas suecas. Al mismo tiempo, al año siguiente, los polacos comenzaron a intentar revisar la tregua, especialmente en lo que respecta a una serie de territorios en disputa.
En este momento, el Zar Aleijo I pide persistentemente al nuevo Hetman: Iván Vihovski que envíe a sus representantes a las negociaciones en Vilna, pero Iván Vihovski se niega, dejando la decisión a la voluntad del Zar.

### Tratado de Hadiach
En 1658, Vygovsky concluyó el Tratado de Hadiach con la República de las Dos Naciones, que preveía el "regreso" de la región del alto Dnieper al gobierno del rey polaco como una entidad autónoma especial (Gran Ducado de Rusia) dentro de la República de las Dos Naciones, y supuestamente ella misma se convertiría en un estado triple.
Esta decisión de Vygovsky dividió a los cosacos en partidos pro-polacos y pro-Moscú, lo que se convirtió en la división del Hetmanato en: Ucrania de la Margen Derecha y la Margen Izquierda. 
La guerra comienza de nuevo y ahora Rusia se vio obligada a actuar en dos frentes, contra Polonia y contra Vygovsky.